# 베카스
《베카스》(영어: Bekas)는 2012년 공개된 드라마 영화이다.

## 출연
- 자맨드 타하
- 사르와르 파질